# John Trenchard (écrivain)
Pour les articles homonymes, voir John Trenchard.
John Trenchard (1662-17 décembre 1723) est un pamphlétaire anglais, de la même famille que son homonyme secrétaire d'État. Surnommé le « Caton anglais », comme représentant éminent du courant républicain, il est aussi membre du Parlement, élu de Taunton, de 1722 à 1723.

## Biographie
Fils aîné de William Trenchard de Cutteridge, propriétaire terrien du Wiltshire, et d'Ellen Norton d'Abbot’s Leigh (Somerset), il est héritier d'une grande fortune et fait ses études au Trinity College de Dublin, puis à Inner Temple. Il épouse une fille de Sir Thomas Scawen, qui se suicida en novembre 1718 ; puis Anne, fille du député de Wallington, William Blackett. Il exerce la charge de Commissionner of forfeited estates (1699).
Lointain parent du secrétaire d’État John Trenchard, il s'impose vers la fin du règne de Guillaume III comme l'un des plus éminents critiques de l'armée de métier et, en tant que commissaire aux friches d'Irlande, comme l'auteur d'un rapport au vitriol sur le bilan du règne finissant. Il semble s'être ensuite tenu à l'écart de la politique, jusqu'à ce qu'il réclame à son protecteur Charles Spencer la succession du député William Pynsent (dont il était le suppléant) à la circonscription de Taunton.
Déçu dans ses démarches à la députation, il reprend son activité de publiciste, et s'en prend d'abord à la Pairie de Grande-Bretagne (1719). Il consacre le reste de sa vie à des écrits politiques, inspirés par les Whig, et opposés au parti de la Haute Église. Avec Thomas Gordon, il publie l'hebdomadaire The Independent Whig, puis coécrit de 1720 à 1723 une série de 144 essais connus sous le titre de Cato's Letters, qui condamnaient la corruption et l'immoralité de la vie politique britannique et appelaient à la vigilance face au risque que s'établisse la tyrannie. Ces essais ont été publiés sous le titre d' Essais sur la liberté, civile et religieuse, d'abord dans le London Journal, puis le British Journal, et sont devenus une pierre angulaire de la tradition du Commonwealth. Ils ont beaucoup intéressé Voltaire et Montesquieu, qui en citent des passages dans leurs œuvres.
Au mois d'août 1721, Gordon et Trenchard sont sur le point de publier les rapports de la commission d'enquête parlementaire sur les malversations de la Compagnie de la mer du Sud, mais le gouvernement fait saisir les exemplaires et briser leur presse à imprimer. Peu après, le Parlement engage des négociations pour faire du London Journal l'organe gouvernemental, faisant de Gordon un agent public. Quant à Trenchard, le comte Spencer accepte enfin sa candidature comme candidat républicain aux élections de 1722 pour la circonscription de Taunton. Désormais député républicain, Trenchard s'oppose au premier ministre Walpole sur le remboursement de deux millions de sterling à la Compagnie de la mer du Sud. Le 29 janvier 1723, lors de débats sur la taxe des tabacs, il s'en prend aux fraudes énormes des trafiquants Écossais, et appele même à des mesures discriminatoires, sans succès. La semaine suivante, il demanda la formation d'une commission d'enquête sur les taxes sur le malt, estimant que « les Écossais nous ont trompé sur toute la ligne » ; il retire toutefois sa proposition après un discours où Walpole fait valoir que ses propositions incendiaires étaient de nature à mettre en cause l'Union de Grande-Bretagne. Il meurt à la fin de l'année 1723, quelques jours avant la réouverture du Parlement.